# 三菱商業学校
三菱商業学校（みつびししょうぎょうがっこう）は1878年（明治11年）3月、三菱会社が創設した教育機関、慶應義塾の分校的教育機関。1881年（明治14年）に「明治義塾」と改名。夜間法律学校も開校した。1884年（明治17年）に廃校となった。

## 概要
慶應義塾で教師をしていた森下岩楠が、岩崎弥太郎を説得して、「三菱商業学校」が設立された。修業年限は、予備科3年、本科2年、専門科1年。本科では、「ブライアント・ストラットン著『商業算術』や「記簿法初歩」「高等記簿法」などが教授されている。
三菱商業学校は、校長の森下岩楠を始め教官のほとんどが慶應義塾の門下生で構成された。教師には、森島修太郎、伊藤銓一郎らがいた。森島修太郎は、商法講習所（現・一橋大学）の第1期生であり、成瀬隆蔵と並ぶ秀才として名をなした人物であった。森島は慶應義塾から「商法講習所」に移り助教を勤めたのち、岩崎弥太郎から渋沢栄一を介して要請を受けた矢野二郎所長のとりなしで、「三菱商業学校」に教師として移った。
三菱商業学校では、英語、漢学、日本作文、算術、簿記などの授業から、英語による経済学、歴史、地理、数学の授業まで幅広く用意された。さらに1年間のインターンシップもあった。学生数はピーク時で百数十名。いわば明治時代のビジネススクールであった。経費はすべて三菱が負担した。
当時、慶應義塾の資金繰りに苦しむ福沢諭吉が政府に貸与を申し出た際に
| 「 | …三菱（商業学校）は…義塾の分校のようなものである。その分校には政府から（海運助成策などによる三菱への間接的）補助があるのに、本校たる慶應義塾には何もない… | 」 |

とうらやんだといわれる。

## 沿革
1877年（明治10年）の西南戦争後の数年間で力を蓄えた岩崎弥太郎は、商業の教育機関設立に踏み切った。「三菱商業学校」は全国から優秀な学生が集まり、三菱の幹部候補生が育成された。荘田平五郎らが記した『簿記法』（経理規則）では、日本で最も早い固定資産減価償却の導入、貯蔵品の予定価格の適用、独自平均元帳の使用を紹介し、非常に優れたものとされた。この規定は、その後何度も修正され、1885年（明治18年）の日本郵船会社設立の際の経理規定の基礎となった。
また、教員である馬場辰猪や大石正巳らが自由党の結成に参加。三菱商業学校の校舎を使って、夜間教室「明治義塾」を開設した。「明治義塾」は土佐の熱血漢たちの、自由民権思想普及の場として人気を集めたが、これがその後、薩長閥の政府から睨まれるところとなった。
1881年（明治14年）、三菱商業学校が「明治義塾」と改称された後も、法律学の講義は行われた。増島六一郎（英吉利法律学校創立者）、吉田一士（関西法律学校創立者）らは明治義塾法律学校の監事をしている。
その後、「明治義塾」は、共同運輸との壮絶なビジネス戦争で三菱会社の資金繰りが逼迫するようになったこと、教員の質にばらつきがあって学校の信用を落としたこと、さらに政府筋から「謀反人の巣窟」と見なされたことにより、1884年（明治17年）に廃校となった。

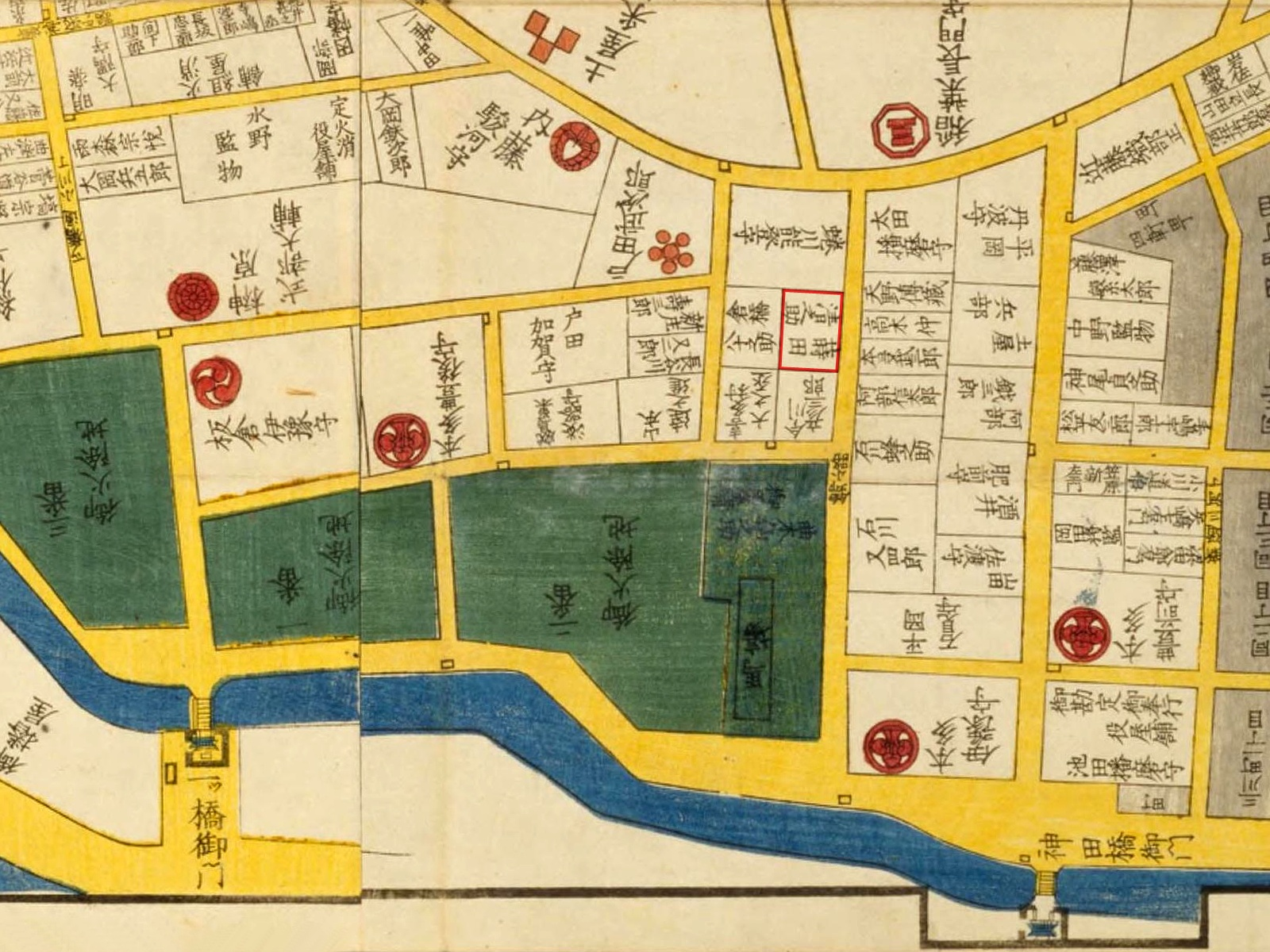
三菱商業学校の校地となる神田錦町の旧旗本蒔田邸（赤枠内）

## 校地の変遷と継承
開校時の校地は第一大区十六小区の越前堀2丁目3番地で、1881年（明治14年）に至って神田区神田錦町2丁目2番地に移転した。この地はもと旗本蒔田氏の屋敷跡で、維新後に山階宮晃親王邸となっていたのを三菱が買収し、母屋・長屋・土蔵を改造して校舎とした。廃校後の1885年（明治18年）4月に岡山兼吉と増島六一郎の斡旋によりこの地を三菱から4,128円で購入し、英吉利法律学校と東京英語学校が共同使用することとなった。
|  |  |  |  |  |  |  |  |  |  |  |  |                |                |                |                |                |                |  |  | 三菱商業学校 |  |  |  |  |  |  |  |              |              |              |              |              |              |  |  |  |  |  |  |  |  |  |  |  |  |  |  |
|  |  |  |  |  |  |  |  |  |  |  |  |                |                |                |                |                |                |  |  |              |  |  |  |  |  |  |  |              |              |              |              |              |              |  |  |  |  |  |  |  |  |  |  |  |  |  |  |
|  |  |  |  |  |  |  |  |  |  |  |  |                |                |                |                |                |                |  |  |              |  |  |  |  |  |  |  |              |              |              |              |              |              |  |  |  |  |  |  |  |  |  |  |  |  |  |  |
|  |  |  |  |  |  |  |  |  |  |  |  | 英吉利法律学校 | 英吉利法律学校 | 英吉利法律学校 | 英吉利法律学校 | 英吉利法律学校 | 英吉利法律学校 |  |  |              |  |  |  |  |  |  |  | 東京英語学校 | 東京英語学校 | 東京英語学校 | 東京英語学校 | 東京英語学校 | 東京英語学校 |  |  |  |  |  |  |  |  |  |  |  |  |  |  |

## 主な関係者

### 教職員

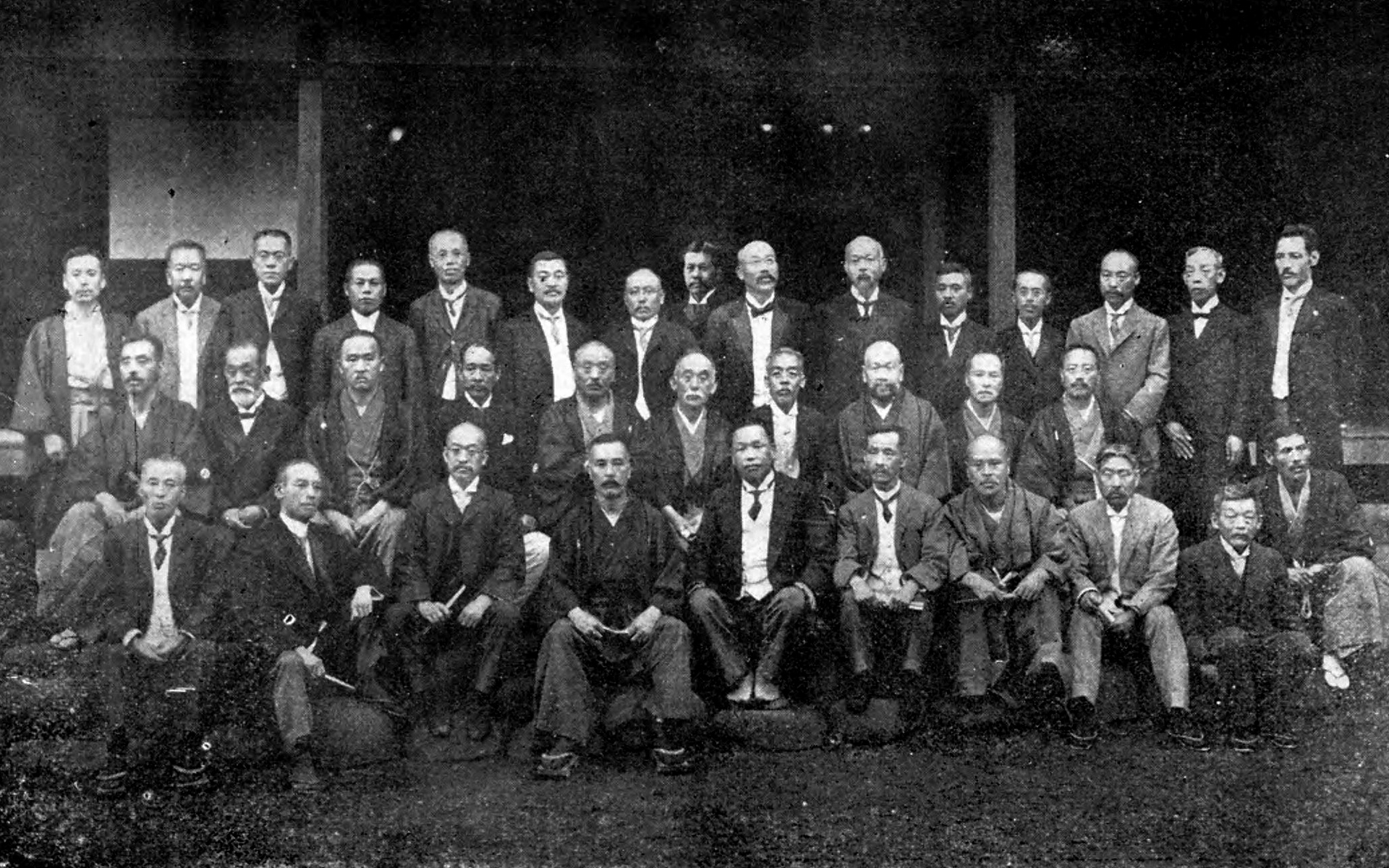
三菱商業明治義塾旧友会（前列左から4人目が江口定条、中列左から3人目が山本達雄、5人目が豊川良平、6人目が増島六一郎、8人目が三宅雪嶺、後列左から9人目が大石正巳、10人目が川田正澂）

50音順
- 井上操（関西法律学校創立者の一人）
- 大石正巳（衆議院議員、農商務大臣）
- 菊池大麓（数学者）
- 熊野敏三（司法官僚）
- 末広重恭（曙新聞主筆）
- 田部芳（大審院部長）
- 千頭清臣（貴族院議員）
- 鶴見守義（関西法律学校創立者の一人）
- 富谷鉎太郎（大審院長）
- 馬場辰猪（自由民権運動論者）
- 増島六一郎（英吉利法律学校初代校長）
- 美沢進（横浜市立横浜商業高等学校初代校長）
- 三宅雪嶺（ジャーナリスト、国粋主義者）
- 森下岩楠（三菱商業学校校長）
- 吉田一士（関西法律学校初代校主）

### 門下生
- 岩崎久弥（三菱財閥三代目当主）
- 岩下清周（衆議院議員、箕面有馬電気軌道初代社長、不二聖心女子学院中学校・高等学校創立）
- 宇佐美祐次（農事功労者、紅白綬有功章受章）
- 江口定条（実業家、政治家）
- 大町桂月（文筆家）
- 川田正澂（府立高等学校 (旧制)・東京都立大学 (1949-2011)初代校長）
- 木村久寿弥太（三菱合資総理事）
- 斎藤緑雨（小説家、評論家）
- 豊川良平（明治義塾塾長）
- 村井知至（牧師、社会主義者）
- 山本達雄（第5代日本銀行総裁、貴族院議員）

## 関連文献
- 三菱社史
  - 武田 晴人「史料紹介『三菱社史 初代社長時代--海運誌』」『三菱史料館論集』、三菱経済研究所付属三菱史料館 (編) (1) 2000年、265-282頁。
  - 市川 大祐「史料紹介 三菱社史 二代社長時代」『三菱史料館論集』、三菱経済研究所付属三菱史料館 (編) (3) 2002年、207-222頁。
  - 『経営資料集大成』VIII 34、日本経営政策学会 (編) 日本総合出版機構 1971年
- 鵜崎熊吉 『豊川良平』 豊川良平伝記編纂会、1922年